# Rómulo Díaz de la Vega
 José María Rómulo Díaz de la Vega Fuentes (Ciudad de México, 16 de febrero de 1802 - Puebla, Puebla; 3 de octubre de 1877) fue un político y militar mexicano que luchó contra los federalistas. Que se desempeñó como Presidente de México del 12 de septiembre al 3 de octubre de 1855 y fue gobernador de varias entidades federativas a lo largo de su carrera política.

## Participación militar y política
Combatió en la Guerra de Texas (1836) siendo participante de la Batalla de El Álamo, a los franceses durante la Guerra de los Pasteles y contra los estadounidenses en 1846 y 1847 en La Angostura y en Cerro Gordo. Fue enviado preso a Estados Unidos. Después de la firma del Tratado de Guadalupe Hidalgo volvió a México y ocupó la comandancia en varios de los entonces departamentos del país.
Fue gobernador de Yucatán de 1853 a 1854, años durante los cuales combatió a los indígenas rebeldes durante la guerra de Castas. Gobernó después Tamaulipas de enero a abril de 1855 y al Distrito Federal en 1855 con el triunfo del Plan de Ayutla.

## Presidentede factoen 1855
Sin ser elegido ni nombrado, ocupó la presidencia de México durante 22 días. En el vacío de poder creado por la renuncia del presidente Martín Carrera quien involuntariamente se le había adelantado, previa a la elección del gobierno que debía surgir del Plan de Ayutla, Díaz de la Vega asumió la responsabilidad presidencial, sin ser presidente.
Simplemente mantuvo el orden. Respetó a los ministros designados por Carrera —quienes pudieron continuar trabajando con cierta normalidad—, nombró nuevas autoridades para el Distrito Federal y esperó la llegada del general Juan Álvarez que detuvo su marcha en Cuernavaca, lugar en que fue elegido Presidente de México.
Álvarez envió una comunicación a Díaz de la Vega ordenándole entregar el mando militar de la Ciudad de México. El presidente de facto lo hizo sin problema y se retiró a la vida privada.

## Pospresidencia
Después de haber sido presidente de facto, en 1856, volvió al bando conservador; y en 1859 Miguel Miramón lo designó gobernador de la capital. Integró la Junta de Notables que designó a Maximiliano I como emperador en 1863, y en consecuencia, sirvió a la intervención francesa y al Segundo Imperio.
Falleció el 3 de octubre de 1877 a los 75 años de edad.